# Orelská pouť na Svatém Hostýně

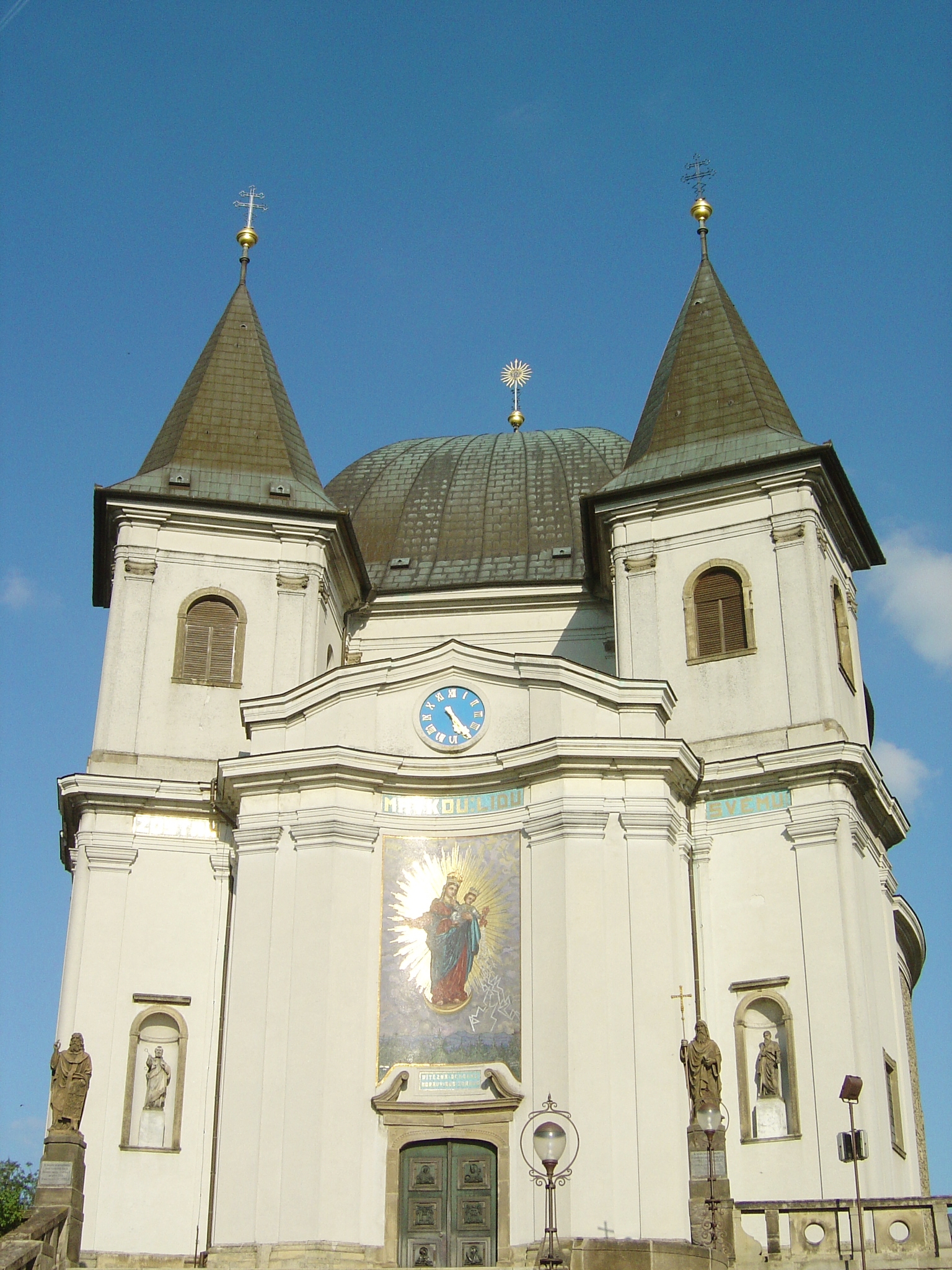
Poutní bazilika Nanebevzetí Panny Marie na Svatém Hostýně

Orelská pouť na Svatém Hostýně je pouť, kterou od 1930 každoročně pořádá na Svatém Hostýně sportovní organizace Orel. Její tradice byla dvakrát přerušena: za druhé světové války, kdy Orel a jeho poutě zakázali nacisté, a za komunistického režimu, kdy oboje zakázali komunisté.
Za první republiky čítala účast na poutích řádově desetitisíce lidí, po obnovení poutí po pádu komunistického režimu se účastní tisíce poutníků. Jde tedy o jednu z největších každoročně pořádaných hromadných celostátních poutí v České republice. V roce 2008 bylo před hlavní částí poutě poprvé zorganizováno i setkání orelské mládeže.
Z historického hlediska je velmi významná pouť z roku 1948 (poslední před likvidací Orla komunisty), které se zúčastnily desetitisíce orlů a která představuje poslední velkou akci Orla před jeho likvidací a jednu z největších demonstrací odporu proti nastupujícímu komunistickému režimu.